# Korpitzsch
Korpitzsch ist ein Ortsteil der Stadt Leisnig im Landkreis Mittelsachsen. 1946 hatte der Ort 156 Einwohner. 1950 wurde er nach Polkenberg eingemeindet, 1999 mit diesem nach Bockelwitz, 2012 mit diesem nach Leisnig.

## Geschichte
Korpitzsch ist eine Gutssiedlung mit Häuslerreihen. Die Häusler bewirtschafteten die Ländereien des Rittergutsbesitzers. Einige der Rittergutsbesitzer nennt Kamprad (1753), auch Kunze (2007) und das Album der Rittergüter (1860).
1548 nennt das Amtserbbuch von Kloster Buch zu Korpitzsch „8 besessene Mann, alles Gärtner und Balthasar von Arras lehen- und zinsbar. Sie haben keine Hufen, denn sie haben auf des Vorwerks Feldern gebaut.“ Das Obergericht gehörte ins Amt Colditz, das Erbgericht war beim Rittergutsbesitzer.
Der Ort war stets nach Altleisnig gepfarrt.